# Haličský most
Haličský most (turecky Haliç Köprüsü) je dálniční most nad zaplaveným říčním údolím Zlatý roh (turecky Haliç) v Istanbulu v Turecku. Spojuje čtvrtě Ayvansaray a Halıcıoğlu. Vede po něm dálnice Otoyol 1, součást městského okruhu, spojující městské čtvrti Bakırköy na evropské a Kadıköy na asijské straně. Most je majetkem města.
Most má délku 995 m, šířku 32 m a jeho svršek je 22 metrů nad hladinou moře.
O stavbě rozhodlo turecké generální ředitelství dálnic v roce 1971. Most byl postaven v letech 1971 až 1974. Slavnostní otevření proběhlo 10. září 1974. Most byl postaven ve spolupráci japonské firmy IHI Corporation a německého konsorcia Julius Berger-Bauboag AG.